# Ju Se-jong
Dans ce nom coréen, le nom de famille, Ju, précède le nom personnel.
Ju Se-jong (en coréen : 주세종), né le 30 octobre 1990 à Anyang en Corée du Sud, est un footballeur international sud-coréen, qui évolue au poste de milieu de terrain. Il joue dans le club de Gamba Osaka.

## Biographie

### Carrière internationale
Le 11 juin 2015, il honore sa première sélection contre les Émirats arabes unis en amical. Lors de ce match, Ju Se-jong entre à la 82e minute de la rencontre, à la place de Lee Jae-sung. La rencontre se solde par une victoire de 3-0. Il inscrit son premier but en équipe nationale le 1er juin 2016, en amical contre l'Espagne, où les joueurs coréens s'inclinent sur le lourd score de 1-6. Il participe ensuite avec la sélection nationale aux Coupes d'Asie de l'Est de 2015 et 2017.
Le 2 juin 2018, il fait partie de la liste des 23 joueurs sud-coréens sélectionnés pour disputer la Coupe du monde de 2018 en Russie. Lors du mondial, il dispute deux rencontres de poule, face au Mexique et à l'Allemagne.

## Palmarès

### En club
- Avec le  FC Séoul
  - Champion de Corée du Sud en 2016

### En sélection
- Avec la  Corée du Sud
  - Vainqueur de la Coupe d'Asie de l'Est en 2015 et 2017

## Statistiques

### Carrière
| Saison                | Club                  | Championnat           | Championnat | Championnat | Coupe(s) nationale(s) | Coupe(s) nationale(s) | Compétition(s) continentale(s) | Compétition(s) continentale(s) | Compétition(s) continentale(s) | Séries | Séries | Corée du Sud | Corée du Sud | Total | Total |
| Saison                | Club                  | Division              | M.          | B.          | M.                    | B.                    | Comp.                          | M.                             | B.                             | M.     | B.     | M.           | B.           | M.    | B.    |
| 2012                  | Busan IPark           | K League              | 1           | 0           | 0                     | 0                     | -                              | -                              | -                              | -      | -      | -            | -            | 1     | 0     |
| 2013                  | Busan IPark           | K League              | 0           | 0           | 0                     | 0                     | -                              | -                              | -                              | -      | -      | -            | -            | 0     | 0     |
| 2014                  | Busan IPark           | K League              | 22          | 2           | 3                     | 1                     | -                              | -                              | -                              | -      | -      | -            | -            | 25    | 3     |
| 2015                  | Busan IPark           | K League              | 35          | 3           | 1                     | 0                     | -                              | -                              | -                              | 1      | 0      | 2            | 0            | 39    | 3     |
| Sous-total            | Sous-total            | Sous-total            | 58          | 5           | 4                     | 1                     | -                              | 0                              | 0                              | 1      | 0      | 2            | 0            | 65    | 6     |
| 2016                  | FC Séoul              | K League              | 30          | 4           | 3                     | 1                     | LCA                            | 9                              | 1                              | -      | -      | 3            | 1            | 45    | 7     |
| 2017                  | FC Séoul              | K League              | 35          | 0           | 1                     | 0                     | LCA                            | 5                              | 0                              | -      | -      | 3            | 0            | 44    | 0     |
| Sous-total            | Sous-total            | Sous-total            | 65          | 4           | 4                     | 1                     | -                              | 14                             | 1                              | 0      | 0      | 6            | 1            | 89    | 7     |
| 2018                  | Asan Mugunghwa (prêt) | K League 2            | 10          | 0           | -                     | -                     | -                              | -                              | -                              | -      | -      | 5            | 0            | 15    | 0     |
| Sous-total            | Sous-total            | Sous-total            | 10          | 0           | 0                     | 0                     | -                              | 0                              | 0                              | 0      | 0      | 5            | 0            | 15    | 0     |
| Total sur la carrière | Total sur la carrière | Total sur la carrière | 133         | 9           | 8                     | 1                     | -                              | 14                             | 1                              | 1      | 0      | 13           | 1            | 169   | 12    |

### Buts en sélection
Le tableau suivant liste tous les buts inscrits par Ju Se-jong avec l'équipe de Corée du Sud.